# 市場駅 (神戸電鉄)
市場駅（いちばえき）は、兵庫県小野市池尻町字尾ノカチにある、神戸電鉄粟生線の駅。駅番号はKB56。

## 歴史
- 1951年（昭和26年）12月28日：三木福有橋駅（現・三木駅） - 電鉄小野駅（現・小野駅）間延伸時に、電鉄市場駅として開業[1]。
- 1988年（昭和63年）4月1日：市場駅に改称[1]。
- 1990年（平成2年）11月1日：駅構内の保線基地および車両搬入所が竣工[1]。

## 駅構造
単式ホーム1面1線を持つ地上駅。ホーム有効長は4両。駅西側には保線基地および車両搬入所がある。かつてはこの場所に貨物線があったが、その跡地を活用する形で設置された。
ホーム粟生寄りにプレハブの駅舎があり、改札機が1組、乗り越し精算機と券売機が1基ずつ設置されている。2007年（平成19年）3月31日のダイヤ改正からPiTaPaが導入された。
沿線光ネットワークに接続された駅務遠隔システムが導入されており、センター駅から自動券売機、自動改札機、自動精算機、ビデオカメラ、インターホン、シャッターが遠隔操作される。そのため駅員巡回駅となっており、構内売店も設けられていない。
現在神戸電鉄の車両の搬入は川崎重工業兵庫工場より当駅に隣接する保線基地にトラックを使用し、搬入されている。以前は三田駅まで甲種輸送により搬入されていた。

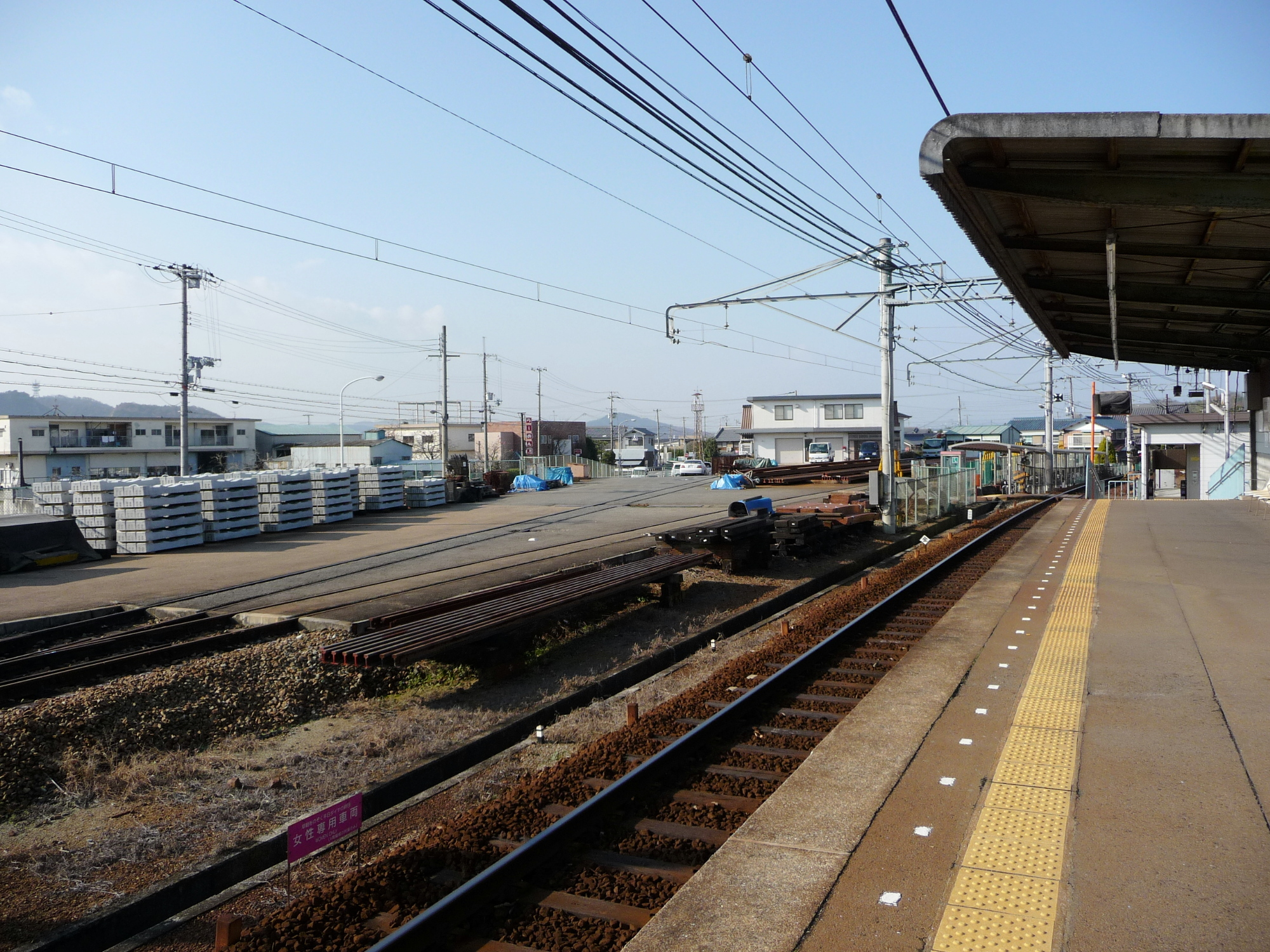
駅に隣接する保線基地および車両搬入所

## 利用状況
1日あたりの乗車人員 85人（2021年度）
近年の1日平均乗車人員は下表のとおりである。
| 年度               | 1日平均 乗車人員 |
| ------------------ | ---------------- |
| 1997年（平成09年） | 148              |
| 1998年（平成10年） | 140              |
| 1999年（平成11年） | 143              |
| 2000年（平成12年） | 124              |
| 2001年（平成13年） | 135              |
| 2002年（平成14年） | 149              |
| 2003年（平成15年） | 138              |
| 2004年（平成16年） | 123              |
| 2005年（平成17年） | 117              |
| 2006年（平成18年） | 115              |
| 2007年（平成19年） | 102              |
| 2008年（平成20年） | 97               |
| 2009年（平成21年） | 89               |
| 2010年（平成22年） | 93               |
| 2011年（平成23年） | 105              |
| 2012年（平成24年） | 101              |
| 2013年（平成25年） | 115              |
| 2014年（平成26年） | 109              |
| 2015年（平成27年） | 105              |
| 2016年（平成28年） | 99               |
| 2017年（平成29年） | 103              |
| 2018年（平成30年） | 107              |
| 2019年（令和元年） | 100              |
| 2020年（令和02年） | 92               |
| 2021年（令和03年） | 85               |

## 駅周辺
商店はない。住宅はやや有る。JR加古川線の市場駅は加古川を挟んでかなり離れた位置にある。
また、位置的には北播磨総合医療センターの最寄り駅になるが、直通バスは、最寄りの停留所には停車せず、1駅三木寄りの樫山駅に乗り入れているので、北播磨総合医療センターに行く場合は樫山駅を利用した方が便利である。ホームページの交通アクセスのページ内にも樫山駅より無料シャトルバスを利用する旨の記述がされている。
JR加古川線も神戸電鉄粟生線も駅の所在地が市場町ではない。市場町に近いのは神戸電鉄粟生線の市場駅の方である。

## 隣の駅
神戸電鉄
■粟生線
■準急・■普通
樫山駅 (KB55) - 市場駅 (KB56) - 小野駅 (KB57)